# Cupra
SEAT Cupra Sociedad Anónima Unipersonal, kortweg Cupra (gestileerd als CUPRA), is een Spaanse autofabrikant uit Martorell, in de provincie Barcelona. De fabrikant maakt deel uit van Volkswagen AG. Het merk, voortgekomen uit SEAT Sport, is ontstaan als een zelfstandige voortzetting van de SEAT Cupra-serie. De naam is een afkorting van "Cup Racing".
Cupra is tevens de officiële autoleverancier en partner van de Catalaanse voetbalclub FC Barcelona.

## Geschiedenis
Met de Cupra Formentor uit 2020 werd de eerste auto afgeleverd die volledig ontwikkeld en ontworpen was door Cupra.
In oktober 2021 werd ook de Cupra Born aan het gamma toegevoegd, de eerste volledig elektrische wagen van het merk.
Modellen die in 2024 op de markt zijn gekomen zijn de Tavascan en Terramar. De Tavascan is een elektrische auto, de Terramar een plug-in hybride.

## Toekomst
In 2026 moet de Raval op de markt verschijnen en zal een volledig elektrische aandrijflijn krijgen. 
Cupra heeft zich tot doel gesteld halverwege de jaren '20 jaarlijks 500.000 auto's te verkopen.

## Modellen

### Huidige modellen
| Foto | Modelnaam | Introductiejaar | Carrosserie/klasse                           |
| ---- | --------- | --------------- | -------------------------------------------- |
|      | Leon      | 2019            | Compacte middenklasse hatchback/stationwagen |
|      | Ateca     | 2020            | Compacte crossover SUV                       |
|      | Formentor | 2020            | 5-deurs crossover SUV                        |
|      | Born      | 2021            | 5-deurs hatchback                            |
|      | Tavascan  | 2024            | 5-deurs crossover SUV                        |
|      | Terramar  | 2024            | 5-deurs crossover SUV                        |

## Productieaantallen
| Jaar   | Leon    | Ateca  | Formentor | Born   | Tavascan | Terramar | Jaartotaal |
| ------ | ------- | ------ | --------- | ------ | -------- | -------- | ---------- |
| 2019   | 14.456  | —      | 27        | —      |          |          | 14.483     |
| 2020   | 12.419  | 10.825 | 11.041    | —      |          |          | 34.285     |
| 2021   | 13.670  | 4.505  | 58.863    | 4.801  |          |          | 81.839     |
| 2022   | 20.070  | 8.841  | 105.568   | 36.153 |          |          | 170.632    |
| 2023   | 62.103  | 14.228 | 124.670   | 45.748 |          |          | 246.749    |
| 2024   | 62.771  | ?      | 110.611   | ?      | ?        | ?        | 173.382    |
| Totaal | 185.489 | 38.399 | 410.780   | 86.702 |          |          | 721.370    |

Personenauto's

 Volkswagen ·  Audi ·  Porsche ·  SEAT ·  Cupra ·  Škoda ·  Bentley ·  Lamborghini

Bedrijfsvoertuigen, bussen en vrachtwagens
 Volkswagen ·  Scania ·  MAN SE ·  Navistar